# Unieuro Wilier-Trevigiani/Saison 2015
Dieser Artikel listet Erfolge und Fahrer des Radsportteams Unieuro Wilier-Trevigiani in der Saison 2015 auf.

## Erfolge in der UCI Europe Tour
In den Rennen der UCI Europe Tour Saison 2015 der UCI Europe Tour gelangen die nachstehenden Erfolge.
| Datum       | Rennen                         | Kat. | Fahrer           |
| ----------- | ------------------------------ | ---- | ---------------- |
| 25. April   | Gran Premio della Liberazione  | 1.2U | Lucas Gaday      |
| 21. Mai     | 1. Etappe Ronde de l’Isard     | 2.2U | Simone Petilli   |
| 21.–24. Mai | Gesamtwertung Ronde de l’Isard | 2.2U | Simone Petilli   |
| 9. August   | GP di Poggiana                 | 1.2U | Stefano Nardelli |

## Abgänge – Zugänge
| Zugänge            | Team 2014              | Abgänge                        | Team 2015                   |
| ------------------ | ---------------------- | ------------------------------ | --------------------------- |
| Giovanni Carboni   | Area Zero Pro Team     | Luca Chirico                   | Bardiani CSF                |
| Fabio Chinello     | Area Zero Pro Team     | Christian Delle Stelle         | CCC Sprandi Polkowice       |
| Simone Petilli     | Area Zero Pro Team     | Liam Bertazzo                  | Southeast                   |
| Marco Tecchio      | Area Zero Pro Team     | Matteo Busato                  | Southeast                   |
| Lucas Gaday        | Buenos Aires Provincia | Ricardo Creel                  | Roth-Škoda                  |
| Davide Ballerini   | Team Idea              | Riccardo Donato                | Team Brilla                 |
| Francesco Chesi    | Neoprofi               | Gianluca Vecchio               | Zalf Euromobil Désirée Fior |
| Stefano Nardelli   | Neoprofi               | Lorenzo Di Remigio             | Karriereende                |
| Giovanni Pedretti  | Neoprofi               | Daniele Aldegheri              | Unbekannt                   |
| Davide Plebani     | Neoprofi               | Carlo Brugnotto                | Unbekannt                   |
| Sebastián Trillini | Neoprofi               | Juan Ignacio Curuchet          | Unbekannt                   |
|                    |                        | Andrei Nechita                 | Unbekannt                   |
|                    |                        | Francesco Chesi (bis 10. Juni) | Unbekannt                   |

## Mannschaft
| Name               | Geburtstag         | Nationalität |
| ------------------ | ------------------ | ------------ |
| Davide Ballerini   | 21. September 1994 | Italien      |
| Giovanni Carboni   | 31. August 1995    | Italien      |
| Francesco Chesi    | 16. Dezember 1995  | Italien      |
| Fabio Chinello     | 2. Februar 1989    | Italien      |
| Mattia Frapporti   | 2. Juli 1994       | Italien      |
| Lucas Gaday        | 20. Februar 1993   | Argentinien  |
| Rino Gasparrini    | 8. April 1992      | Italien      |
| Stefano Nardelli   | 29. November 1993  | Italien      |
| Giovanni Pedretti  | 9. Mai 1996        | Italien      |
| Simone Petilli     | 4. Mai 1993        | Italien      |
| Davide Plebani     | 24. Juli 1996      | Italien      |
| Lorenzo Rota       | 23. Mai 1995       | Italien      |
| Marco Tecchio      | 31. August 1994    | Italien      |
| Sebastian Trillini | 16. April 1994     | Argentinien  |